# Hitomi Yaida COLOROCK LIVE 2008
『Hitomi Yaida COLOROCK LIVE 2008』（ひとみやいだ カラロックライブ - ）は2008年6月25日に発売された矢井田瞳のライブ・ビデオ。発売元は青空レコード。

## 概要
- 2008年3月から4月まで行われたライブツアー「マイティア美瞳プレゼンツ Hitomi Yaida COLOROCK LIVE」の千秋楽である4月11日・東京 JCB HALLでの公演の映像を収録。
- 本作の音源がiTunes Storeで配信されている。

## 収録内容
1. YES
2. ハッピースピナー
3. Buzzstyle
4. Siren
5. I Love You の 形
6. Not Still Over
7. 未完成のメロディ
8. 靴音
9. 虹のドライブ
10. How?
11. 会いたい人
12. 君こそ道しるべ
13. 恋バス
14. ドキドキのつぼみ
15. i can fly
16. ミラクルワイパー
17. アンダンテ
18. Go my way
19. ネバーランド行き
20. Not Enough .〜period〜
手と涙
21. モノクロレター
22. ハネユメ

## マイティア美瞳プレゼンツ Hitomi Yaida COLOROCK LIVE 2008
本ツアーは7枚目のスタジオ・アルバム「colorhythm」を引っさげて、6都市全8公演行われた。

### ツアーの日程
| 公演日        | 都道府県 | 会場                       |
| ------------- | -------- | -------------------------- |
| 2008年3月15日 | 神奈川県 | 神奈川県民ホール           |
| 2008年3月17日 | 兵庫県   | 神戸国際会館こくさいホール |
| 2008年3月18日 | 京都府   | 京都会館第一ホール         |
| 2008年3月29日 | 大阪府   | グランキューブ大阪         |
| 2008年3月30日 | 大阪府   | グランキューブ大阪         |
| 2008年4月4日  | 埼玉県   | 大宮ソニックシティ         |
| 2008年4月10日 | 東京都   | JCB HALL                   |
| 2008年4月11日 | 東京都   | JCB HALL                   |